# Tommaso Marcon
Tommaso Marcon (Cittadella, 26 dicembre 1999) è un pilota motociclistico italiano.

## Carriera
Nel 2014 si classifica quinto nella classe PreMoto3 del campionato Italiano Velocità. Nel 2015 inizia la stagione in PreMoto3 per poi passare alla Moto3. Nel 2016 si classifica ottavo nel campionato italiano Moto3, categoria in cui gareggia anche nel 2017 chiudendo decimo. Nel 2018 passa a correre nella categoria Moto2 del campionato spagnolo Velocità, in sella alla Speed Up del team Ciatti, chiudendo sesto nella stagione d'esordio e quarto l'anno successivo. Nel 2018 debutta nella classe Moto2 del motomondiale, correndo come wild card a bordo di una Speed Up in Comunità Valenciana, cosa che ripete nel 2019 con una NTS. Nel 2018 e 2019 è inoltre impegnato nel CEV Moto2 dove, in sella ad una Speed Up, chiude i due campionati al sesto e al quarto posto.
Nel 2020 corre in MotoE con il team Tech 3; il compagno di squadra è Lukas Tulovic. Chiude la stagione al 16º posto con 33 punti.
Nel 2021 corre in Moto2 il Gran Premio di Doha in sostituzione dell'infortunato Simone Corsi sulla MV Agusta F2 del team Forward Racing, compagine con cui corre anche in Spagna, Francia e Italia come wild card; corre in Emilia Romagna in sostituzione di Hafizh Syahrin sulla NTS, senza ottenere punti. Prende parte alle ultime due gare nel New Jersey e in Alabama del campionato MotoAmerica con una Aprilia RS 660 del team Robem Engineering. Ottiene 2 pole position e una vittoria.
Nel 2022 corre nel campionato Europeo Moto2 in sella a una Kalex del team MMR e avendo come compagno di squadra Mattia Rato. Chiude la stagione al 13º posto.

## Risultati nel  motomondiale

### Moto2
| 2018 | Classe | Moto     |  |  |  |  |  |  |  |  |  |  |  |  |  |  |  |  |  |  |     | Punti | Pos. |
| ---- | ------ | -------- |  |  |  |  |  |  |  |  |  |  |  |  |  |  |  |  |  |  | --- | ----- | ---- |
| 2018 | Moto2  | Speed Up |  |  |  |  |  |  |  |  |  |  |  |  |  |  |  |  |  |  | Rit | 0     |      |

| 2019 | Classe | Moto |  |  |  |  |  |  |  |  |  |  |  |  |  |  |  |  |  |  |    | Punti | Pos. |
| ---- | ------ | ---- |  |  |  |  |  |  |  |  |  |  |  |  |  |  |  |  |  |  | -- | ----- | ---- |
| 2019 | Moto2  | NTS  |  |  |  |  |  |  |  |  |  |  |  |  |  |  |  |  |  |  | 27 | 0     |      |

| 2021 | Classe | Moto            |  |     |  |    |    |    |  |  |  |  |  |  |  |  |  |     |  |  |  | Punti | Pos. |
| ---- | ------ | --------------- |  | --- |  | -- | -- | -- |  |  |  |  |  |  |  |  |  | --- |  |  |  | ----- | ---- |
| 2021 | Moto2  | MV Agusta e NTS |  | Rit |  | 23 | 20 | 19 |  |  |  |  |  |  |  |  |  | Rit |  |  |  | 0     |      |

| Legenda | 1º posto        | 2º posto            | 3º posto            | A punti      | Senza punti        | Grassetto – Pole position Corsivo – Giro più veloce |
| Legenda | Gara non valida | Non qual./Non part. | Ritirato/Non class. | Squalificato | '-' Dato non disp. | Grassetto – Pole position Corsivo – Giro più veloce |

### MotoE
| 2020 | Classe | Moto     |    |     |   |   |     |   |     |  |  | Punti | Pos. |
| ---- | ------ | -------- | -- | --- | - | - | --- | - | --- |  |  | ----- | ---- |
| 2020 | MotoE  | Energica | 12 | Rit | 9 | 5 | Rit | 5 | Rit |  |  | 33    | 16º  |

| Legenda | 1º posto        | 2º posto            | 3º posto            | A punti      | Senza punti        | Grassetto – Pole position Corsivo – Giro più veloce |
| Legenda | Gara non valida | Non qual./Non part. | Ritirato/Non class. | Squalificato | '-' Dato non disp. | Grassetto – Pole position Corsivo – Giro più veloce |